# Lienardia koyamai
Lienardia koyamai é uma espécie de gastrópode do gênero Lienardia, pertencente a família Clathurellidae.